# Vol UTair 471
Le 17 mars 2007, le vol UTair 471, un vol intérieur régulier assuré par un Tupolev Tu-134, reliant l'aéroport de Sourgout à l'aéroport international de Belgorod, s'est écrasé peu avant le seuil de la piste, lors d'un atterrissage par mauvaise visibilité, à l'aéroport international de Samara, en Russie, où il faisait escale. Sur les 57 passagers et membres d'équipage à bord, 6 personnes ont été tuées et 20 des 51 survivants ont été blessés lors de l'accident.

## Contexte
L'aéronef effectuant ce vol était un Tupolev Tu-134A-3, un avion de ligne court/moyen-corrier exploité par UTair Aviation. Le jour de l'accident, on estime qu'il transportait 50 passagers et sept membres d'équipage. Il effectuait des vols intérieurs de transport de passagers depuis l'aéroport de Sourgout, desservant notamment Sourgout et Belgorod, avec une escale prévue à Samara. 

## Accident
Le vol 471 était en phase d'atterrissage à l'aéroport international de Samara, dans un épais brouillard, lorsqu'il a percuté le sol à environ 1 300 pieds (400 m) de la piste, provoquant le rebond de l'avion au sol, l'arrachement de son aile gauche et son renversement sur le dos ; l'avion n'a cependant pas pris feu après l'accident. Six personnes ont été tuées et 20 autres ont été blessées. L'accident s'est produit vers 10 h 45, heure locale.
Au moins 23 personnes ont été hospitalisées dans des établissements de Samara et de Togliatti, dont six dans un état grave. 23 autres personnes n'ont pas été blessées, mais ont reçu un traitement psychologique une fois à l'aéroport.

## Enquête
Selon plusieurs responsables des transports russe, une enquête complète a été lancée par les autorités compétentes. Les enquêteurs affirment avoir récupéré l'enregistreur phonique (CVR) et l'enregistreur de paramètres (FDR) le jour de l'accident et les avoir étudiés pour déterminer la cause de l'accident. Les procureurs enquêtant sur ce crash ont déclaré que le mauvais temps et l'erreur du pilote étaient les causes les plus probables.
L'analyse initiale du FDR suggère que l'avion ne présentait aucun dysfonctionnement technique évident avant l'accident. Le Comité inter-étatique sur l'aviation russe (IAC) indique qu'une évaluation préliminaire a démontré que les deux moteurs fonctionnaient durant tous le vol, jusqu'au moment de l'impact. L'avion était en configuration d'atterrissage, avec le train d'atterrissage sorti et les volets réglés à 30°, et n'a subi ni incendie ni aucun dommage structurel en vol.
Selon les conclusions de l'enquête officielle de l'IAC, l'accident peut être imputé à la fois aux services de l'aéroport, qui n'ont pas informé le pilote à temps de la visibilité réduite en raison de problèmes d'organisation, et aux pilotes, qui n'ont pas donné au répartiteur les informations correctes sur la trajectoire d'approche et, par conséquent, n'a pas décidé d'interrompre la procédure d'atterrissage et d'essayer d'effectuer une autre approche, au moment où cela devenait nécessaire au vu des conditions météorologiques.